# ペガスス座ウプシロン星
ペガスス座υ星（ペガスス座ウプシロン星、英語: Upsilon Pegasi）はペガスス座にある4等級の恒星。

## 名称
固有名のAlkarabは、アラビア語で「釣瓶のひも」を意味する言葉に由来し、元々ペガスス座τ星とυ星のペアに付けられた名前である。2017年9月5日、国際天文学連合の恒星の命名に関するワーキンググループ（WGSN）は、ペガスス座υ星の固有名として、Alkarabを正式に承認した。